# US FRAN
 (juillet 2017).
Si vous disposez d'ouvrages ou d'articles de référence ou si vous connaissez des sites web de qualité traitant du thème abordé ici, merci de compléter l'article en donnant les références utiles à sa vérifiabilité et en les liant à la section « Notes et références ».
L'Union Sportive du Foyer de la Régie Abidjan-Niger est un club de football burkinabé basé à Bobo-Dioulasso, fondé en 1959.

## Historique
- 1959 : fondation du club sous le nom d'USFRAN
- 1989 : le club est renommé USCB
- 1998 : le club est renommé USFRAN

## Palmarès
- Championnat du Burkina Faso
  - Champion : 1963, 1964, 1968

- Coupe du Burkina Faso
  - Vainqueur : 1966, 1967, 1969, 1971, 1974